# جواد صفائی سمنانی
جواد صفائی سمنانی سیاست‌مدار ایرانی بود، که در  دوره بیست و دومو  دوره بیست و سوم به عنوان نماینده سمنان و دامغان در مجلس شورای ملی حضور داشت.